# 후쿠에섬
후쿠에섬(福江島)은 일본 고토 열도의 가장 큰 섬이자 최남단에 있는 섬으로 나가사키현 고토시의 일부이다. 일본 국내에서는 11번째로 면적이 큰 섬이다. 2004년 8월 1일 이전에는 후쿠에 시와 토미에 정, 타마노라 정, 미이라쿠 정, 키시쿠 정의 1시4정으로 구성되어 있었지만, 2004년 8월 1일의 시정촌 합병에 의해 섬 전역이 고토시의 일부가 되었다.

## 자연
후쿠에섬은 리아스식 해안으로 복잡한 322.1km의 해안선을 가지고 있다.
동중국해에 접한 지역은 해식 절벽이 발달되어 있다. 토미에만, 타마노라만, 키시쿠만이 있으며, 토미에반도와 미이라쿠반도 등이 있다. 섬 곳곳에 모래사장이 있고, 해수욕장으로 이용되고 있다.
섬의 중심에는 화강암과 충적층으로 구성된 산내 분지가 있고, 그 주위를 제3기 층의 고토 층군과 유문암 등으로 형성된 해발 200~400m 대의 산지가 둘러싸고 있다. 최고봉은 섬의 서부에 있는 해발 461m의 테테가다케(父ヶ岳)이다. 해안지역인 후쿠에, 토미에, 미이라쿠, 키시쿠에는 각각 현무암질 화산 용암 대지가 펼쳐져 있다. 대마난류의 영향으로 온난다우의 아열대해양성 기후이다.

## 기후
| Fukue (1981～2010)의 기후                     | Fukue (1981～2010)의 기후 | Fukue (1981～2010)의 기후 | Fukue (1981～2010)의 기후 | Fukue (1981～2010)의 기후 | Fukue (1981～2010)의 기후 | Fukue (1981～2010)의 기후 | Fukue (1981～2010)의 기후 | Fukue (1981～2010)의 기후 | Fukue (1981～2010)의 기후 | Fukue (1981～2010)의 기후 | Fukue (1981～2010)의 기후 | Fukue (1981～2010)의 기후 | Fukue (1981～2010)의 기후 |
| 월                                            | 1월                       | 2월                       | 3월                       | 4월                       | 5월                       | 6월                       | 7월                       | 8월                       | 9월                       | 10월                      | 11월                      | 12월                      | 연간                      |
| --------------------------------------------- | ------------------------- | ------------------------- | ------------------------- | ------------------------- | ------------------------- | ------------------------- | ------------------------- | ------------------------- | ------------------------- | ------------------------- | ------------------------- | ------------------------- | ------------------------- |
| 역대 최고 기온 °C (°F)                        | 20.9 (69.6)               | 22.2 (72.0)               | 23.0 (73.4)               | 26.7 (80.1)               | 31.5 (88.7)               | 32.9 (91.2)               | 35.4 (95.7)               | 34.6 (94.3)               | 32.9 (91.2)               | 30.5 (86.9)               | 26.6 (79.9)               | 23.7 (74.7)               | 35.4 (95.7)               |
| 일평균 최고 기온 °C (°F)                      | 10.6 (51.1)               | 11.5 (52.7)               | 14.4 (57.9)               | 18.8 (65.8)               | 22.7 (72.9)               | 25.6 (78.1)               | 29.3 (84.7)               | 30.6 (87.1)               | 27.7 (81.9)               | 23.2 (73.8)               | 18.2 (64.8)               | 13.3 (55.9)               | 20.5 (68.9)               |
| 일일 평균 기온 °C (°F)                        | 7.4 (45.3)                | 8.1 (46.6)                | 10.7 (51.3)               | 14.7 (58.5)               | 18.6 (65.5)               | 22.0 (71.6)               | 26.1 (79.0)               | 27.0 (80.6)               | 24.0 (75.2)               | 19.3 (66.7)               | 14.3 (57.7)               | 9.6 (49.3)                | 16.8 (62.3)               |
| 일평균 최저 기온 °C (°F)                      | 3.9 (39.0)                | 4.2 (39.6)                | 6.5 (43.7)                | 10.3 (50.5)               | 14.5 (58.1)               | 18.7 (65.7)               | 23.4 (74.1)               | 24.0 (75.2)               | 20.7 (69.3)               | 15.3 (59.5)               | 10.2 (50.4)               | 5.7 (42.3)                | 13.1 (55.6)               |
| 역대 최저 기온 °C (°F)                        | −4.1 (24.6)               | −5.4 (22.3)               | −2.4 (27.7)               | 0.3 (32.5)                | 5.3 (41.5)                | 10.4 (50.7)               | 15.7 (60.3)               | 17.4 (63.3)               | 10.4 (50.7)               | 5.2 (41.4)                | 1.3 (34.3)                | −1.6 (29.1)               | −5.4 (22.3)               |
| 평균 강우량 mm (인치)                         | 98.9 (3.89)               | 105.9 (4.17)              | 184.1 (7.25)              | 236.7 (9.32)              | 243.9 (9.60)              | 317.5 (12.50)             | 314.2 (12.37)             | 234.5 (9.23)              | 284.7 (11.21)             | 108.8 (4.28)              | 119.7 (4.71)              | 86.9 (3.42)               | 2,335.8 (91.95)           |
| 평균 강우일수 (≥ 0.5 mm)                      | 13.0                      | 10.5                      | 12.7                      | 11.0                      | 10.6                      | 13.3                      | 11.9                      | 11.2                      | 10.9                      | 6.8                       | 10.2                      | 11.6                      | 133.7                     |
| 평균 상대 습도 (%)                            | 66                        | 66                        | 68                        | 72                        | 76                        | 82                        | 84                        | 81                        | 77                        | 70                        | 68                        | 67                        | 73                        |
| 평균 월간 일조시간                            | 81.2                      | 103.2                     | 141.9                     | 172.6                     | 184.5                     | 133.7                     | 160.3                     | 199.2                     | 166.6                     | 179.3                     | 130.5                     | 103.1                     | 1,756.1                   |
| 출처 1: Japan Meteorological Agency           |                           |                           |                           |                           |                           |                           |                           |                           |                           |                           |                           |                           |                           |
| 출처 2: Japan Meteorological Agency (records) |                           |                           |                           |                           |                           |                           |                           |                           |                           |                           |                           |                           |                           |

## 교통
섬의 남동부에는 나가사키와 고토 열도의 각 섬을 연결하는 해상교통의 중심지, 후쿠에 항이 위치하고 있다. 나가사키 항에서 고속훼리로 약 85분, 훼리로 약 3시간 30분이 소요되며, 후쿠오카의 하카타 항에서는 훼리로 약 9시간이 소요된다. 섬의 남서부에 위치한 후쿠에 공항에서는 후쿠오카 공항과 나가사키 공항 노선을 이용할 수 있으며, 여름에는 오사카 간사이 국제공항 노선을 이용할 수 있다.
도내에서는 고토자동차(고토버스)가 노선버스, 정기관광버스를 운행한다.

## 관광

### 성
- 이시다 성

### 사찰
- 사이호 사

### 성당(천주당)
후쿠에 섬에 가톨릭신도가 많아 가톨릭 교회(천주당)도 많다.
- 후쿠에 교회
- 도오자키 교회
- 미즈노우라 교회
- 쿠즈하라 교회
- 카이즈 교회
- 이지우라 교회

### 중국과의 교류 관련 유적
후쿠에 섬은 한때 중국과의 교류 시 기항지가 있고 중국으로 가는 견당사선이 정박하던 섬이었다.
- 명인당
- 육각우물 - 왕직이 거주지에 명나라식으로 판 우물.
- 우오즈에사키 공원

### 자연물
- 온다케 화산군
- 온다케(해발 315m)
- 오세자키 절벽 - 후쿠에섬 서부의 절벽
- 아분제 용암해안 - 온다케 화산이 분화하여 용암이 바다로 흘러들어간 것.
- 돈돈후치 - 고토 열도 최대의 폭포.

### 온천
- 온다케 온천 - 철분을 포함했기 때문에 물이 갈색이다.
- 토미에 온천
- 아라카와 온천

### 해수욕장
모래가 하얗고 수질이 좋다.
- 무카타 해수욕장
- 코우주시 해수욕장
- 톤토마리 해수욕장
- 시라라가와마 해수욕장

등 여러 해수욕장이 있다.